# Malte Giesen
Malte Giesen (* 28. Februar 1988 in Tübingen) ist ein deutscher Komponist.

## Leben
1988 in Tübingen geboren, komponierte er im Alter von 14 Jahren seine ersten Werke. Er schrieb Musik für mehrere Kurzfilme, Theater- und Konzertprojekte. Ab 2007 studierte er an der Hochschule für Musik und Darstellende Kunst Stuttgart Komposition und Computermusik bei Marco Stroppa und Oliver Schneller. 2006 war er Teilnehmer des Förderkurses „Jugend komponiert“ mit Wolfgang Ludewig, Jan Kopp, Joachim Bornhoefft, Christian Halten und Helmut Lachenmann. 2009 erhielt er den ersten Preis des Deutschen Musikwettbewerbes Komposition. 2010–2011 war er Stipendiat der Gesellschaft der Freunde (GdF) der MH Stuttgart finanziert durch die Carin-Riesen-Stiftung. 2010 folgten weitere Studien am Conservatoire de Paris (CNSMD) bei Gérard Pesson. Er wurde nominiert für das MATA Festival 2011 in New York. Ab 2011 war er Stipendiat der Oscar und Vera Ritter-Stiftung. Seit 2012 studiert er bei Hanspeter Kyburz an der HfM Berlin. Er nahm an Meisterkursen und Unterricht bei u. a. Beat Furrer, G. F. Haas und Peter Ablinger teil. Seine Werke wurden von bekannten Ensembles zur Aufführung gebracht, u. a. Sonic.art Saxophonquartett, Gelber Klang Stuttgart, Neue Vocalsolisten Stuttgart, AKUT Saxophonquartett, Orchestre du CNSMDP, Suono Mobile. Giesen arbeitet mit Künstlern aus anderen Bereichen zusammen und ist Mitglied im Klangbüro e. V. und Mitbegründer des Stuttgarter Festivals Neue Töne Open. 2021 erhielt Giesen den Förderpreis zum Ernst von Siemens Musikpreis.

## Musik
Seine Musik setzt sich vor allem mit der Frage des Verhältnisses von Konstruktion und Intuition im kompositorischen Entscheidungsprozess auseinander, es existieren konzeptuelle Parallelen zum Surrealismus und der Écriture automatique der französischen Literatur (André Breton etc.). Für sein kompositorisches Schaffen sind auch aktuelle Ereignisse und Bezüge ein wichtiger Bestandteil zur Auseinandersetzung mit Musik, Mensch und Gesellschaft. Er schreibt Werke für unterschiedlichste Besetzungen, auch immer wieder unter Einsatz von elektronischen und multi-medialen Mitteln.

## Werke
- Insomnia (2008), für Saxofon-Quartett. Verlag Neue Musik, Berlin 2011. ISBN 978-3-7333-1007-3
- Sutra/Messe (2009) für Perkussion
- the cat was bored (2009) Lied für Bariton und Klavier
- Double, double toil and trouble ... (2009) für Harfe Solo
- Tango Lineal (2010), für Saxofonquartett. Verlag Neue Musik, Berlin 2012. ISBN 978-3-7333-1008-0
- 7th litany for Heliogabalus (2010) für Ensemble
- Hymne an einen Berufsdemonstranten (2010) für großes Ensemble in Gruppen[4]
- 8th litany for Heliogabalus (2011) für Schlagzeug und Elektronik[5]
- Study (...) (2011) for string trio (vln./vla./vc.). Verlag Neue Musik, Berlin 2012. ISBN 978-3-7333-1009-7
- flatrate (2011) für großes Ensemble, Sprecher und Sampler[6]
- Fluchtversuche (2011) für großes Orchester
- Unicorn (2012) Kammeroper
- AUS.REISE (2013) Hörtheater
- $88 or the poetry of capitalism (2014) für Ensemble, Soloklavier, Solobratsche und Solosopran
- Die Paradoxie der Sichtbarkeit (2016) für kleines Ensemble und Elektronik
- Lowest common denominator (2017) für Ensemble, Elektronik und Video
- Tako Tsubo (2017), Kammeroper
- Konzert für hyperreales Klavier und Orchester (2018)
- Massenprozession (auf Beethovens 7. Sinfonie, 2. Satz)
  - Covid-19-Fassung (2020) für Kammerorchester mit Zuspielung
  - Volle Fassung (2022) für Orchester mit Zuspielung